# Gianna Jessen
Gianna Jessen (* 6. dubna 1977 v Los Angeles, Kalifornie, USA) je americká katolická zpěvačka a přední mluvčí hnutí pro-life anglojazyčného světa, která se narodila živá během pokusu o potrat solným roztokem.

## Životopis
Její matka otěhotněla v 17 letech a po delším váhání se rozhodla pro potrat, protože se cítila na mateřství příliš mladá. Potrat měl být proveden metodou solného roztoku, ale ona jej přežila a narodila se živá. Ačkoliv interrupční kliniky často retušovaly podobné omyly tím, že dítě nechaly zemřít a do záznamů uvedly, že se narodilo už mrtvé, byla odvezena do nemocnice a ošetřena. Zákrok na ní ponechal trvalé následky.
Její biologická matka ji nabídla k adopci, ta pak vyrůstala u pěstounů a pravdu o svém příchodu na svět se dověděla až ve svých dvanácti letech. Od té doby považuje za svoji povinnost bojovat proti potratům, postupem času se stala jednou z předních mluvčí protipotratového hnutí.
Jako odpůrkyně interrupcí a mluvčí protipotratového hnutí vystupuje v médiích a pořádá přednášková turné, vystupovala i coby pozvaný řečník před oběma komorami amerického Kongresu i před Dolní sněmovnou Spojeného království.
Během prezidentské kampaně v roce 2008 podpořila republikánského pro-life kandidáta Johna McCaina a napadla demokratického kandidáta Baracka Obamu, když připomněla, že v Senátu státu Illinois blokoval Born Alive Infants Protection Act, který měl znemožnit praxi interrupčních klinik nechávat zemřít děti, které náhodou přežily potrat.